# سرزمین رؤیایی (فیلم ۲۰۰۶)
سرزمین رؤیایی (به انگلیسی: Dreamland) فیلمی محصول سال ۲۰۰۶ و به کارگردانی جیسون ماتزنر است. در این فیلم بازیگرانی همچون اگنس بروکنر، کیلی گارنر، جاستین لانگ، جان کوربت، جینا گرشان، کریس مالکی، لوسی رینس و برایان کلاگمن ایفای نقش کرده‌اند.